# Секлювка
Секлювка (пол. Sieklówka) — село в Польщі, у гміні Колачиці Ясельського повіту Підкарпатського воєводства.
Населення — 1050 осіб (2011).

## Демографія
Демографічна структура станом на 31 березня 2011 року:
|          | Загалом | Допрацездатний вік | Працездатний вік | Постпрацездатний вік |
| -------- | ------- | ------------------ | ---------------- | -------------------- |
| Чоловіки | 531     | 109                | 372              | 50                   |
| Жінки    | 519     | 106                | 299              | 114                  |
| Разом    | 1050    | 215                | 671              | 164                  |